# Nordhastedt
Nordhastedt est une commune allemande du Schleswig-Holstein, située dans l'arrondissement de Dithmarse (Kreis Dithmarschen), à six kilomètres au sud-est de la ville de Heide. Nordhastedt fait partie de l'Amt Heider Umland (« Heide-campagne ») qui regroupe onze communes autour de Heide.

## Personnalités liées à la ville
- Friedrich Wiese (1892-1975), général né à Nordhastedt
- Bernd Kasten (1964-), historien né à Nordhastedt